# Tatran Liptowski Mikułasz
Mestský futbalový klub Tatran Liptowski Mikułasz – słowacki klub piłkarski z siedzibą w Liptowskim Mikułaszu, założony w 1934 roku.

## Historia
Początki Tatranu wiążą się z odrębną dawniej wsią (do 1970 roku), obecnie dzielnicą Liptowskiego Mikulasza – Okoličném. 22 czerwca 1934 roku spotkała się grupa miejscowych entuzjastów piłki nożnej, ogłaszając powstanie ŠK Okoličné (Športový klub Okoličné). Pierwszy mecz nowo powstała drużyna rozegrała 15 lipca tego roku, pokonując 8:0 ŠK Smrečany. W 1940 zmieniono nazwę klubu na Tatran Okoličné. Po II wojnie światowej utworzono nowe sekcje: tenisa stołowego, siatkówki i hokeja na lodzie. W 1972 roku rozpoczęła się budowa nowego stadionu z zapleczem hotelowym, ukończona w 1985 roku.
Przez wiele lat drużyna piłkarska grała na poziomie okręgowym i powiatowym, nie osiągając znaczących wyników. Jednym z największych sukcesów w historii klubu był awans do III ligi w 1997 roku. Tatran połączył się wówczas z FK VA Liptovský Mikuláš – powstał Tatran Liptovský Mikuláš. Po sezonie 2005/2006 – w którym drużyna zajęła 8. miejsce w grupie Zachód – została przeprowadzona reforma systemu ligowego. Tatran utrzymał się wówczas na trzecim poziomie rozgrywek.
W 2021 roku klub awansował z II ligi do Fortuna ligi.

## Skład
Aktualny na dzień 24 lipca 2022.
| Nr | Poz. | Piłkarz                   |
| -- | ---- | ------------------------- |
| 1  | BR   | Dávid Húska               |
| 2  | OB   | Richard Župa              |
| 3  | OB   | Adrián Bartoš             |
| 7  | PO   | Adrián Káčerík            |
| 8  | PO   | Tomáš Gerát (wicekapitan) |
| 9  | PO   | Rastislav Václavik        |
| 10 | PO   | Richard Bartoš (kapitan)  |
| 11 | PO   | Tomáš Staš                |
| 12 | OB   | Mário Mihál               |
| 14 | NA   | Tobiáš Diviš              |
| 15 | PO   | Ivan Kotora               |
| 16 | PO   | Lukáš Bielák              |
| 17 | NA   | Peter Voško               |

| Nr | Poz. | Piłkarz          |
| -- | ---- | ---------------- |
| 18 | PO   | Marko Totka      |
| 19 | PO   | Ľuboslav Laura   |
| 21 | NA   | Adam Matoš       |
| 25 | OB   | Martin Nečas     |
| 26 | OB   | Imrich Bedecs    |
| 27 | BR   | Denis Gröger     |
| 28 | OB   | Dávid Filinský   |
| 29 | BR   | Dominik Sváček   |
| 33 | OB   | Mihajilo Popović |
| 37 | OB   | Dávid Krčík      |
| 77 | PO   | Peter Ďungel     |
|    | NA   | Erik Jendrišek   |